# Slow Down Baby
"Slow Down Baby" este un cântec al cântăreței americane Christina Aguilera de pe al cincilea său album de studio, Back to Basics (2006). A fost lansat ca al patrulea single de pe album, pe 28 iulie 2007 de către RCA Records.

## Formate șitrack listing
- CD single / digital download[1][2]

1. "Slow Down Baby" (album version) – 3:27
2. "Slow Down Baby" (instrumental version) – 3:27

## Clasamente
| Clasament (2007)         | Poziție de top |
| ------------------------ | -------------- |
| Australian Singles Chart | 21             |

## Istoricul lansărilor
| Țară      | Data lansării | Format(e)        | Label       |
| --------- | ------------- | ---------------- | ----------- |
| Australia | 24 iulie 2007 | Digital download | RCA Records |
| Australia | 28 iulie 2007 | CD single        | RCA Records |